# The Collection (album av Alanis Morissette)
The Collection är ett samlingsalbum av Alanis Morissette. Albumet gavs ut 15 november 2005.

## Låtlista[1][2]
1. Thank You
2. Head Over Feet
3. 8 Easy Steps
4. Everything
5. Crazy
6. Ironic
7. Princess Familiar (MTV Unplugged)
8. You Learn
9. Simple Together
10. You Oughta Know
11. That I Would Be Good
12. Sister Blister
13. Hands Clean
14. Mercy (From The Prayer Cycle)
15. Still (From The Dogma Soudtrack)
16. Uninvited (From The City Of Angels Soundtrack)
17. Let's Do It (Let's Fall In Love) - From The De-Lovely Soundtrack
18. Hand In My Pocket